# Darío Rodríguez
Darío Rodríguez (Montevideo, 1974. szeptember 17. –) uruguayi válogatott labdarúgó.

## Pályafutás

### Klubcsapatokban
Pályafutását a  Penarolban kezdte, de fiatalon nem tudta beverekedni magát az együttes kezdő csapatába. Éppen ezért 23 évesen a mexikói Tolucába igazolt, ahol azonban csak egy évet töltött el. 1998-ban visszatért Uruguayban, és a Bella Vista játékosa lett, ahol gyorsan alapember lett. Teljesítménye alapján ismét felfigyeltek rá a Penarolnál, és a montevideói klub 1999 nyarán leigazolta. 2002-ben a német Schalke igazolta le és 2008-ig a klubjátékosa volt. Utolsó klubja a Peñarol volt, ahonnan 2014-ben visszavonult.

### Válogatottban
Tagja volt a 2002-es labdarúgó-világbajnokságon szereplő uruguayi válogatottnak, és a tornán ő szerezte az uruguayiak első gólját. Részt vett még a 2004-es Copa América és a 2007-es Copa Américán. Az nemzeti csapatban összesen 51 alkalommal lépett pályára.